# Dagmarhus bygges
|  | Denne artikel er oprettet af botten Steenthbot ud fra en ekstern database. Den kan derfor have sproglige fejl eller mangler. Denne skabelon kan fjernes efter kontrol af indholdet. |

Dagmarhus bygges er en dansk dokumentarisk optagelse fra 1939.

## Handling
Reportage fra byggeriet af Dagmarhus fra 1937-1939 og indvielsen d. 19. juni 1939. Dagmarhus er en kontorbygning i København, der nu rummer biografen Dagmar Teatret på Jernbanegade 2 ved Rådhuspladsen i København. Bygningen erstattede den egentlige teaterbygning Dagmarteatret, der blev revet ned i 1937. Den nye funktionalistiske bygning er tegnet af Christian Kampmann og Hans Dahlerup Berthelsen. 
Under besættelsen blev Dagmarhus besat af tyskerne og blev i 1943 tyskernes hovedkvarter sammen med Shellhuset. Derudover blev huset benyttet af Gestapo og den dansk-tyske terrorgruppe Peter-gruppen.